# Красильниково (Пермский край)
Красильниково — деревня в Косинском районе Пермского края. Входит в состав Чазёвского сельского поселения. Располагается юго-западнее районного центра, села Коса. Расстояние до районного центра составляет 35 км. По данным Всероссийской переписи населения 2010 года, в деревне не было постоянного населения.

## История
До Октябрьской революции населённый пункт Красильниково входил в состав Юксеевской волости, а в 1927 году — в состав Чазёвского сельсовета. По данным переписи населения 1926 года, в деревне насчитывалось 30 хозяйств, проживало 159 человек (79 мужчин и 80 женщин). Преобладающая национальность — коми-пермяки.
По данным на 1 июля 1963 года, в деревне проживало 98 человек. Населённый пункт входил в состав Чазёвского сельсовета.